# Léon Gambetta (Schiff)
Die Léon Gambetta  war ein Panzerkreuzer der französischen Marine, der 1901 vom Stapel lief und im Ersten Weltkrieg 1915 im Ionischen Meer durch ein österreichisch-ungarisches U-Boot versenkt wurde. Dabei fanden 684 Seeleute den Tod.

## Baugeschichte
Die am 26. Oktober 1901 im Arsenal in Brest vom Stapel gelaufene Léon Gambetta  war das Typschiff einer Klasse von drei Panzerkreuzern der französischen Marine, die 1903 und 1907 in Dienst gestellt wurden. Benannt war sie nach dem früheren Premierminister der Dritten Republik, Léon Gambetta (1838–1882).

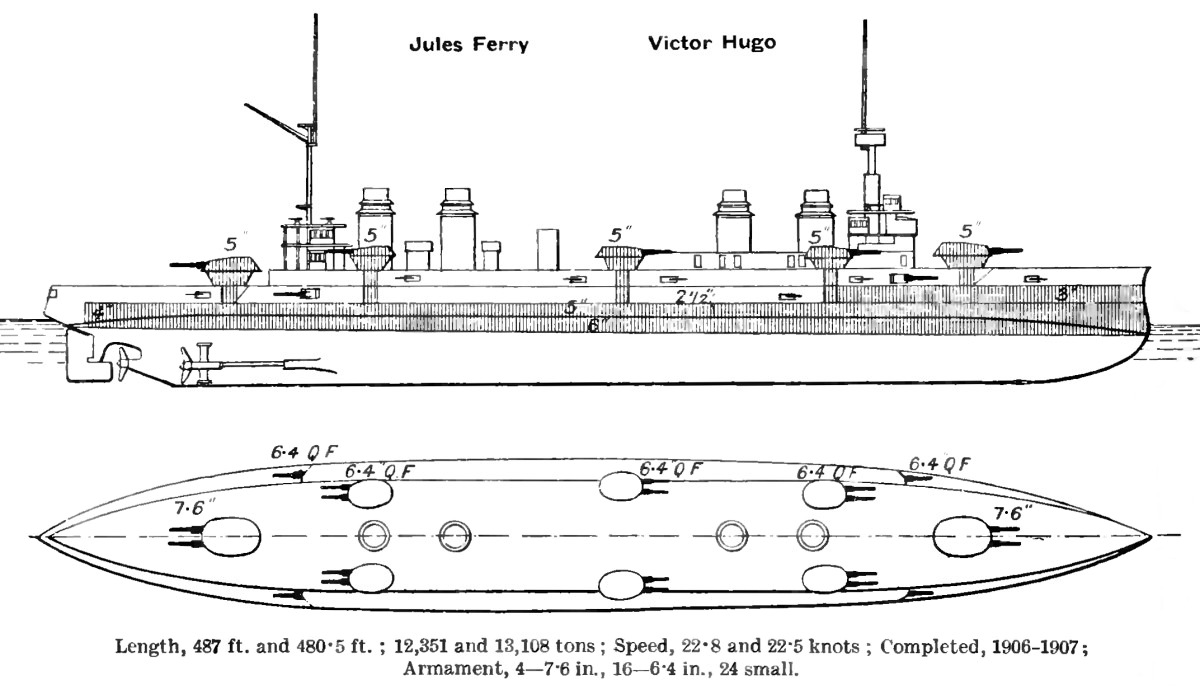
Plan der Léon-Gambetta-Klasse in Brassey’s Naval Annual 1923

Die französischen Panzerkreuzer erhielten auf Wunsch des französischen Marineministers (1902 bis 1905) Camille Pelletan die Namen republikanischer Politiker, Philosophen und Historiker wie Waldeck-Rousseau, Jules Michelet, Ernest Renan und Edgar Quinet. Diese Maßnahme zielte auf die als royalistisch geltenden Offiziere der französischen Marine (die damals auf Französisch auch als „La Royale“ bezeichnet wurde). In Pelletans Amtszeit wurden aus dem gleichen Grund auch sechs Linienschiffe nach republikanischen Werten benannt: die République, Patrie, Démocratie, Justice, Liberté und Vérité.
Die Kreuzer der Léon-Gambetta-Klasse waren größer als ihre Vorgänger und besaßen eine etwas größere Feuerkraft. Ihre Hauptbewaffnung bestand nun aus vier 193-mm-L/40-Kanonen Modell 1896 im Bug- und Heckdoppelturm. Dazu kamen noch sechs Doppeltürme an den Seiten und vier Einzel-Kasematten an den Aufbauenden mit 164-mm-L/45-Kanonen des Modells 1887.
Wegen ihrer Krupp-Panzerung galten die Schiffe der Léon-Gambetta-Klasse bei Fertigstellung als stärkste Panzerkreuzer der Welt. Sie wurden aber schon bald von den Schlachtkreuzern der britischen (Invincible, 1909 i. D.), deutschen (Von der Tann, 1910 i. D.) und japanischen Marine übertroffen.
Die französische Marine beschaffte nach der Léon-Gambetta-Klasse bis zur Fertigstellung der Waldeck-Rousseau im August 1911 noch vier weitere Panzerkreuzer ähnlicher Auslegung, von denen nur die beiden zuletzt gebauten Schiffe mit vierzehn 193-mm-Geschützen zumindest eine einheitliche Hauptbewaffnung erhielten.
Während einer Versuchsfahrt im Dezember 1903 rammte die Léon Gambetta vor Brest im Nebel eine unbekannte Felsspitze unter Wasser und erlitt einen beträchtlichen Schaden. Die notwendige Reparatur war erst im Sommer 1904 abgeschlossen.
Im Rahmen der Entente cordiale konzentrierte sich die französische Marine auf das Mittelmeer.
Bei Kriegsbeginn bildete die Léon Gambetta zusammen mit ihren beiden Schwesterschiffen als 2. „division légère“ sowie der Jules Michelet, Ernest Renan, Edgar Quinet und Waldeck-Rousseau das 1. Panzerkreuzergeschwader im Mittelmeer.

## Der Untergang derLéon Gambetta
Die Léon Gambetta war ab 1914 Teil einer französischen Flotte, die von der Basis Malta aus die österreichisch-ungarische Marine in der Adria blockierte, normalerweise auf einer Position etwas südlich der Straße von Otranto. Im April 1915 verlegte man die Blockadelinie weiter nach Norden, während die Alliierten mit Italien über ein Bündnis verhandelten. Man erwartete für den Fall eines italienischen Kriegsbeitritts erhebliche Aktivitäten der österreichisch-ungarischen Marine.
Trotz der erhöhten Bedrohung durch österreichische und deutsche U-Boote lief der Panzerkreuzer in der ruhigen und klaren Nacht des 27. April 1915 ohne Begleitschutz mit sieben Knoten südlich der Straße von Otranto im Ionischen Meer, 15 Meilen vor dem Kap Santa Maria di Leuca, der Süd-Ost-Ecke Italiens am Ende der Halbinsel Salento.
Auf der Position 39° 30′ N, 18° 15′ O wurde sie von zwei Torpedos des österreichisch-ungarischen U-Bootes U 5 unter Georg Ludwig von Trapp getroffen. Die Léon Gambetta sank in zehn Minuten. Von den 821 Mann an Bord starben 684, darunter Konteradmiral Victor Baptistin Senes, der Befehlshaber der 2. Leichten Division, und alle Offiziere des Kreuzers. 137 Seeleute konnten sich retten.
Nach dieser Versenkung wurde die Blockadelinie der französischen Kreuzer nach Süden auf die Höhe der Insel Kefalonia im westlichen Griechenland zurückgezogen.
| Schicksal der Schwesterschiffe | Schicksal der Schwesterschiffe | Schicksal der Schwesterschiffe | Schicksal der Schwesterschiffe | Schicksal der Schwesterschiffe | Schicksal der Schwesterschiffe                  |
| ------------------------------ | ------------------------------ | ------------------------------ | ------------------------------ | ------------------------------ | ----------------------------------------------- |
| Name                           | Bauwerft                       | Baubeginn                      | Stapellauf                     | in Dienst                      | weiteres Schicksal                              |
| Jules Ferry                    | Arsenal Cherbourg              | Oktober 1901                   | 22. August 1903                | September 1905                 | Mittelmeer, 1927 zum Abbruch.                   |
| Victor Hugo                    | Arsenal Lorient                | März 1903                      | 30. März 1904                  | 16. April 1907                 | Mittelmeer, 1922/23 Ostasien, 1928 zum Abbruch. |